# Кастелучо (Кјети)
Кастелучо (итал. Castelluccio) је насеље у Италији у округу Кјети, региону Абруцо.
Према процени из 2011. у насељу је живело 139 становника. Насеље се налази на надморској висини од 142 м.